# Gran Premi de Gran Bretanya del 1979
Resultats del Gran Premi de la Gran Bretanya de Fórmula 1 de la temporada 1979, disputat al circuit de Silverstone el 14 de juliol del 1979.

## Resultats
| Pos | No | Pilot                 | Equip                | Voltes | Temps/ Retirada       | Pos. de sortida | Punts |
| --- | -- | --------------------- | -------------------- | ------ | --------------------- | --------------- | ----- |
| 1   | 28 | Clay Regazzoni        | Williams - Ford      | 68     | 1h 26' 11. 17         | 4               | 9     |
| 2   | 16 | René Arnoux           | Renault              | 68     | + 24.28 s             | 5               | 6     |
| 3   | 4  | Jean Pierre Jarier    | Tyrrell - Ford       | 67     | + 1 Volta             | 16              | 4     |
| 4   | 7  | John Watson           | McLaren - Ford       | 67     | + 1 Volta             | 7               | 3     |
| 5   | 11 | Jody Scheckter        | Ferrari              | 67     | + 1 Volta             | 11              | 2     |
| 6   | 25 | Jacky Ickx            | Ligier - Ford        | 67     | + 1 Volta             | 17              | 1     |
| 7   | 8  | Patrick Tambay        | McLaren - Ford       | 66     | Sense combustible     | 18              |       |
| 8   | 2  | Carlos Reutemann      | Lotus - Ford         | 66     | + 2 Voltes            | 8               |       |
| 9   | 31 | Hector Rebaque        | Lotus - Ford         | 66     | + 2 Voltes            | 26              |       |
| 10  | 3  | Didier Pironi         | Tyrrell - Ford       | 66     | + 2 Voltes            | 15              |       |
| 11  | 17 | Jan Lammers           | Shadow - Ford        | 65     | + 3 Voltes            | 21              |       |
| 12  | 18 | Elio de Angelis       | Shadow - Ford        | 65     | + 3 Voltes            | 12              |       |
| 13  | 22 | Patrick Gaillard      | Ensign - Ford        | 65     | + 3 Voltes            | 23              |       |
| 14  | 12 | Gilles Villeneuve     | Ferrari              | 63     | Prob. amb combustible | 13              |       |
| Ret | 29 | Riccardo Patrese      | Arrows - Ford        | 45     | Caixa canvi           | 19              |       |
| Ret | 26 | Jacques Laffite       | Ligier - Ford        | 44     | Motor                 | 10              |       |
| Ret | 20 | Keke Rosberg          | Wolf - Ford          | 44     | Combustible           | 14              |       |
| Ret | 27 | Alan Jones            | Williams - Ford      | 38     | Bomba de l'aigua      | 1               |       |
| Ret | 30 | Jochen Mass           | Arrows - Ford        | 37     | Caixa canvi           | 20              |       |
| Ret | 14 | Emerson Fittipaldi    | Fittipaldi - Ford    | 25     | Motor                 | 22              |       |
| Ret | 15 | Jean Pierre Jabouille | Renault              | 21     | Turbo                 | 2               |       |
| Ret | 5  | Niki Lauda            | Brabham - Alfa Romeo | 12     | Frens                 | 6               |       |
| Ret | 1  | Mario Andretti        | Lotus - Ford         | 3      | Rodes                 | 9               |       |
| Ret | 6  | Nelson Piquet         | Brabham - Alfa Romeo | 1      | Virolla               | 3               |       |
| NVQ | 9  | Hans Joachim Stuck    | ATS - Ford           |        |                       |                 |       |
| NVQ | 24 | Arturo Merzario       | Merzario - Ford      |        |                       |                 |       |

## Altres
- Pole: Alan Jones 1' 11. 88

- Volta ràpida: Clay Regazzoni 1' 14. 40 (a la volta 39)

- Aquesta va ser la primera victòria de l'escuderia Williams.